# Challenger de Biella 2017

El torneo Thindown Challenger Biella 2017 fue un torneo profesional de tenis. Perteneció al ATP Challenger Series 2017. Se disputó en su 10.ª edición sobre superficie tierra batida, en Biella, Italia entre el 31 de julio al el 6 de agosto de 2017.

## Jugadores participantes del cuadro de individuales
| Favorito | País                 | Jugador                 | Rank1 | Posición en el torneo |
| -------- | -------------------- | ----------------------- | ----- | --------------------- |
| 1        | Bandera de Italia    | Marco Cecchinato        | 104   | Cuartos de final      |
| 2        | Bandera de España    | Guillermo García López  | 131   | Segunda ronda         |
| 3        | Bandera de Argentina | Leonardo Mayer          | 138   | Baja                  |
| 4        | Bandera de Argentina | Guido Andreozzi         | 139   | Primera ronda, retiro |
| 5        | Bandera de Serbia    | Filip Krajinović        | 141   | CAMPEÓN               |
| 6        | Bandera de Brasil    | João Souza              | 145   | Semifinales           |
| 7        | Bandera de Italia    | Stefano Travaglia       | 146   | Cuartos de final      |
| 8        | Bandera de España    | Roberto Carballés Baena | 158   | Segunda ronda         |

- 1 Se ha tomado en cuenta el ranking del 24 de julio de 2017.

### Otros participantes
Los siguientes jugadores recibieron una invitación (wild card), por lo tanto ingresan directamente al cuadro principal (WC):
- Matteo Donati
- Andrea Pellegrino
- Pietro Rondoni
- Lorenzo Sonego

Los siguientes jugadores ingresan al cuadro principal tras disputar el cuadro clasificatorio (Q):
- Andrea Arnaboldi
- Iván Gájov
- Gianluca Mager
- Roberto Marcora

## Campeones

### Individual Masculino
- Filip Krajinović derrotó en la final a  Salvatore Caruso, 6–3, 6–2

### Dobles Masculino
- Attila Balázs /  Fabiano de Paula derrotaron en la final a  Johan Brunström /  Dino Marcan, 5–7, 6–4, [10–4]